# Callicosta luciae
Callicosta luciae là một loài rêu trong họ Daltoniaceae. Loài này được Crosby Crosby mô tả khoa học đầu tiên năm 1978.